# Майр, Андреа
Андреа Майр (нем. Andrea Mayr; род. 15 октября 1979, Вельс, Верхняя Австрия) — австрийская легкоатлетка, специалистка по горному бегу, бегу на средние и длинные дистанции, кроссу, стипльчезу и марафону. Выступала за сборную Австрии по лёгкой атлетике в 1999—2021 годах, многократная чемпионка мира и Европы в горном беге, победительница ряда крупных международных стартов и национальных первенств, действующая рекордсменка страны в беге на 3000 метров с препятствиями, участница двух летних Олимпийских игр.

## Биография
Андреа Майр родилась 15 октября 1979 года в городе Вельс, Австрия. Занималась лёгкой атлетикой в Швехате, представляла местный одноимённый клуб.
В разное время становилась чемпионкой Австрии в беге на 1500, 5000 и 10 000 метров, многократная чемпионка страны в беге на 3000 метров с препятствиями, в беге на 1500 и 3000 метров в помещении.
Впервые заявила о себе на международном уровне в сезоне 1999 года, когда вошла в состав австрийской сборной и выступила на чемпионате Европы по кроссу в Веленье, где заняла 41-е место.
В 2001 году вместе с соотечественницами стала бронзовой призёркой в командном зачёте на Кубке мира по горному бегу в Арта-Терме, показала 80-й результат на кроссовом чемпионате Европы в Туне.
На горном Кубке мира 2003 года в Гирдвуде вновь взяла бронзу в командном зачёте.
В 2004 году финишировала второй на чемпионате Европы по горному бегу в Корбелюве и третьей на Кубке мира в Саузе-д’Ульсе. Заняла 64-е место на чемпионате Европы по кроссу в Херингсдорфе.
На домашнем горном чемпионате Европы в Хайлигенблуте превзошла всех соперниц и завоевала золото. Бежала 3000 метров с препятствиями на чемпионате мира в Хельсинки, но в финал не вышла.
В 2006 году одержала победу на Кубке мира по горному бегу в Бурсе.
В 2007 году стала второй на Кубке мира в Овронне, стартовала в стипльчезе на чемпионате мира в Осаке.
На Кубке мира 2008 года в Кран-Монтане вновь была лучшей. На международном старте в бельгийском Намюре установила ныне действующий рекорд Австрии в беге на 3000 метров с препятствиями — 9:47.61.
В 2009 году с личным рекордом 2:30:43 одержала победу на Венском марафоне, выиграла бронзовую медаль на чемпионате Европы по горному бегу в Тельфес-им-Штубае.
В 2010 году победила на чемпионате мира по горному бегу в Камнике.
В 2011 году с результатом 2:32:33 заняла 14-е место на Франкфуртском марафоне.
Выполнив олимпийский квалификационный норматив в марафоне (2:37:00), в 2012 году удостоилась права защищать честь страны на летних Олимпийских играх в Лондоне — в программе марафона показала время 2:34:51, расположившись в итоговом протоколе соревнований на 54-й строке. Также в этом сезоне выиграла горный чемпионат мира в Тему и Понте-ди-Леньо.
В 2013 году среди прочего выиграла чемпионат Европы по горному бегу в Боровеце и горный марафон «Юнгфрау».
В 2014 году на соревнованиях в Гапе защитила титул чемпионки Европы по горному бегу, став самой титулованной участницей в истории чемпионата. Позднее добилась такого же успеха на чемпионате мира в Массе.
В 2015 году одержала победу на чемпионате Европы по горному бегу в Порту-Мониш, с результатом 2:33:28 закрыла десятку сильнейших Франкфуртского марафона.
В 2016 году стартовала в полумарафоне на чемпионате Европы в Амстердаме, став на финише 30-й. Имея результат выше олимпийского квалификационного норматива (2:45:00), благополучно прошла отбор на Олимпийские игры в Рио-де-Жанейро — на сей раз заняла 64-е место в марафоне, показав время 2:41:52. Помимо этого, выиграла чемпионат мира по горному бегу в Сапарева-Бане, став таким образом шестикратной чемпионкой мира.
В 2017 году так же успешно выступала в горном беге, была третьей на чемпионате Европы в Камнике и второй на чемпионате мира в Премане.
На чемпионате мира по горному бегу 2018 года в Канильо финишировала шестой.
В 2019 году завоевала серебряную награду на чемпионате Европы по горному бегу в Церматте.
В 2021 году выиграла серебряную медаль на чемпионате мира по горному бегу и трейлу в Чиангмае.